# Senecio behrianus
Senecio behrianus là một loài thực vật có hoa trong họ Cúc. Loài này được Sond. & F.Muell. ex Sond. miêu tả khoa học đầu tiên năm 1853.